# Momohaha
momohaha（ももはは、1999年〈平成11年〉9月21日 ‐ ）は、日本の女性YouTuber、TikToker、元Viner。YouTuberグループ「午前0時のプリンセス」のメンバー。avex fav所属。

## 来歴
1999年9月21日、神奈川県に生まれる。アフリカ系アメリカ人の父と日本人の母を持つハーフで、母子家庭で育った。2人兄妹の妹で、兄もYouTuberのanihahaとして活動している。
日本の幼稚園に通ったのち、アメリカの米軍基地内の小学校へ入学。しかし、英語でのコミュニケーションが取れず、学校には馴染めなかった。10歳で日本に帰国し、公立小学校に転校したことで、明るい人柄になった。
2013年、15歳の時にVineにて動画投稿を開始。女子のあるあるネタが反響を呼ぶ。2015年にはVERRY（現 VAZ Academy）に所属。
2016年7月21日から2017年3月28日まで、ダニエルと共にYouTuberグループ「Unヘルシーズ」として活動。同じ時期、sayaと共にユニット「momo&saya」としてミクチャでも活動。
2017年3月、個人のYouTubeチャンネルを開設。同年より所属事務所のVAZが運営するYouTubeチャンネル「MelTV」に出演。
2021年3月、avex favに所属。3月5日、ファッションブランド「Ideal Hamiel」のプロデュースを開始。7月、マスク詐欺の動画が大きな反響を呼ぶ。
2022年9月1日、聖秋流、大内アイミ、JESSICAと共にYouTuberグループ「午前0時のプリンセス」を結成。